# Joseph P. Hoar

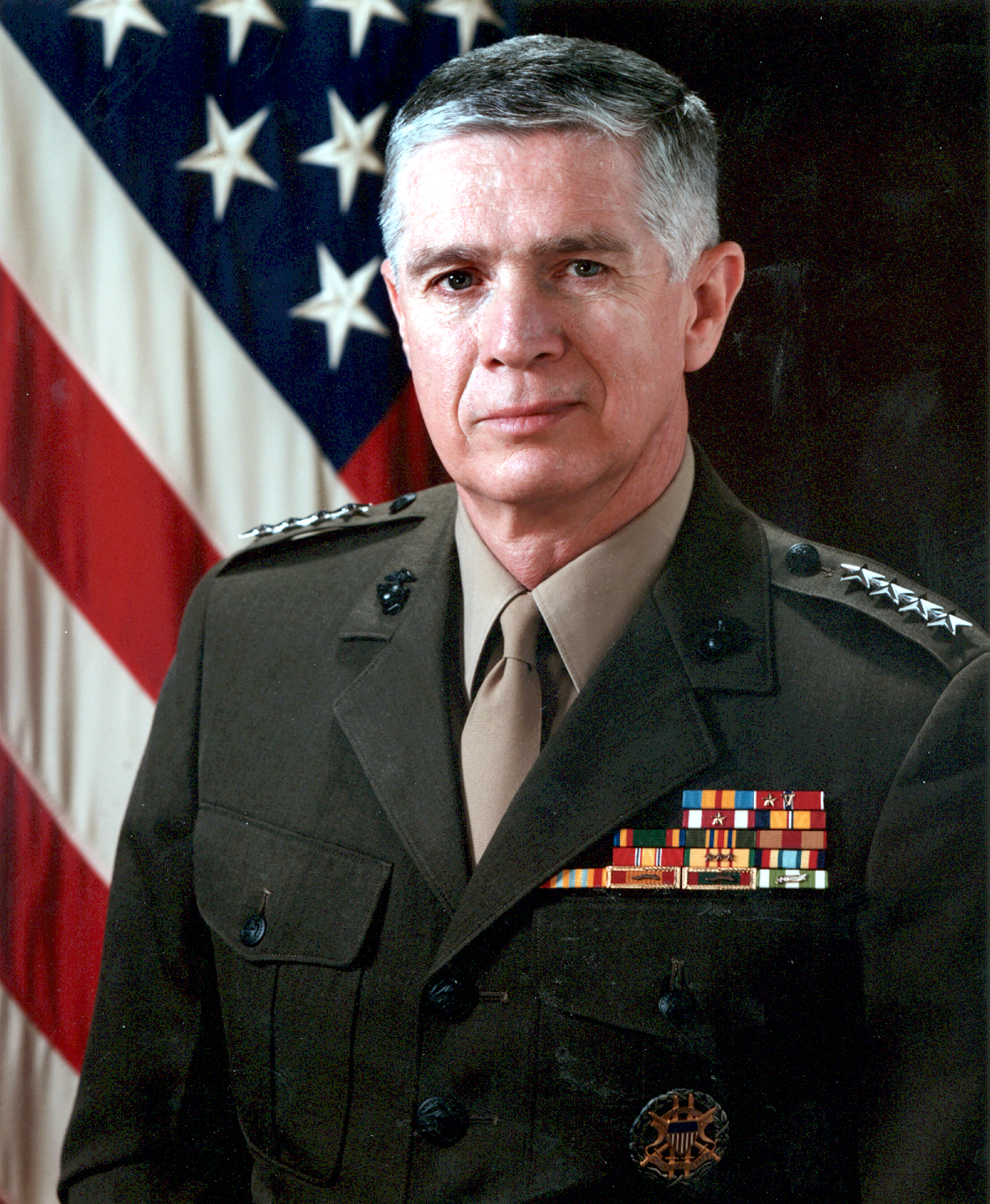
General Joseph P. Hoar

Joseph P. Hoar (* 30. Dezember 1934 in Boston, Massachusetts; † 17. September 2022 in San Diego, Kalifornien) war ein General des United States Marine Corps. Er war von 1991 bis 1994 Kommandeur des United States Central Command, des zuständigen US-Regionalkommandos für den Nahen Osten.

## Militärische Laufbahn
Hoar erhielt 1957 nach dem Abschluss an der Tufts University sein Offizierspatent als Second Lieutenant. Nach der Ausbildung an der Basic School in Quantico, Virginia, wurde er als Zugführer eines Schützenzuges des 5. US-Marineregiments in Camp Pendleton, Kalifornien, eingesetzt. Danach diente er im 1. Bataillon des 1. US-Marineinfanterieregiments in Camp Pendleton und in der Fleet Marine Force als Stabsoffizier in einem Bataillon auf Okinawa. Wieder zurück in den Vereinigten Staaten wurde er in den Marine Barracks, Yorktown in Virginia als Zugführer und Wachkompaniechef eingesetzt. Nach einer kurzen Verwendung als assistierender Offizier für Truppenstärke, Personal und Administration in Camp Lejeune, North Carolina, wurde er zur 2. US-Marineinfanteriedivision versetzt. Während des Vietnamkrieges kommandierte er von 1967 bis 1968 die M-Kompanie, 3. Bataillon, 2. US-Marineinfanterieregiment der Division und diente zudem als Militärberater der vietnamesischen Marineinfanterie. Nach der Rückkehr in die Vereinigten Staaten diente er von 1968 bis 1971 im Hauptquartier des United States Marine Corps in Washington, D.C. als Operationsoffizier und später als Sonderassistent des Assistant Commandant of the Marine Corps. 1971 folgte eine weitere Runde (tour of duty) in Vietnam, diesmal als Erster Offizier des 1. Bataillons, 9. US-Marineinfanterieregiment. Danach war Hoar zwischen 1972 und 1976 als Ausbilder am US Marine Corps Command and Staff College eingesetzt und wurde anschließend für ein Jahr wieder ins Hauptquartier versetzt und diente dort in der Personalabteilung.
1977 übernahm Hoar mit dem 3. Bataillon, 1. US-Marineinfanterieregiment, 1. US-Marineinfanteriedivision wieder ein Truppenkommando. Nach kurzer Zeit gab er dieses Kommando wieder ab und wurde in den Divisionsstab versetzt und zum Colonel befördert. 1979 übernahm er dann das Kommando über das 1. US-Marineinfanterieregiment und diente auf diesem Posten bis zum April 1981. Im Juni 1981 übernahm Hoar dann an Bord der USS Belleau Wood das Kommando über die 31st Marine Amphibious Unit (31st MAU). Im folgenden Jahr nahm die 31st MAU an drei Einsätzen im Indischen Ozean teil.

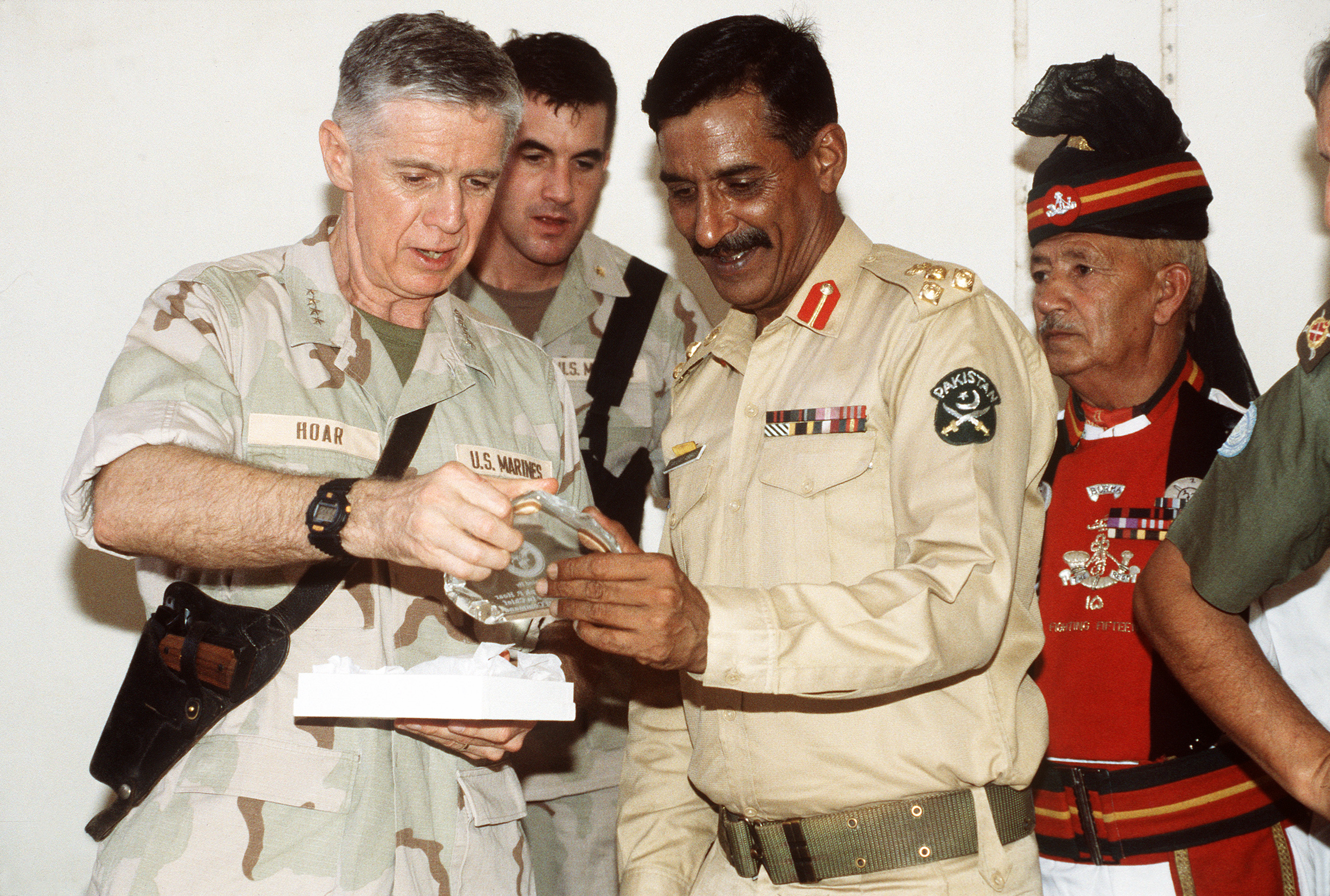
Hoar überreicht eine Plakette an einen pakistanischen General, 1994.

Nach dieser weiteren Auslandsverwendung wurde Hoar in das Marine Corps Recruit Depot San Diego, Kalifornien, versetzt und diente dort als assistierender Stabschef für Truppenstärke, Personal und Administration. Während dieser Zeit wurde er im Februar 1984 zum Brigadier General befördert und als assistierender Divisionskommandeur zur 2. US-Marineinfanteriedivision versetzt. 1985 kehrte er zurück nach Washington, D.C. und diente im Hauptquartier als Direktor der Abteilung für Einrichtungen des US Marine Corps. Er diente in dieser Verwendung bis zu seiner Versetzung nach Parris Island, South Carolina, im März 1987 als Kommandierender General des dortigen Ausbildungslagers und zugleich der gesamten östlichen Ausbildungsregion. Im selben Jahr wurde Hoar zum Major General befördert.
Im Herbst 1988 wurde er dann auf die MacDill Air Force Base in Florida versetzt und diente dort als Stabschef des Kommandeurs des US Central Command (CENTCOM), General Norman Schwarzkopf junior. Nach knapp zwei Jahren kehrte Hoar im Juni 1990 in das Hauptquartier des US Marine Corps zurück, wurde am 1. Juli 1990 zum Lieutenant General befördert, und übernahm für ein Jahr den Posten des stellvertretenden Stabschefs für Planung, Strategie und Operationen. Am 9. August 1991 wurde Hoar zum General befördert und löste schließlich General Schwarzkopf als Kommandeur des US Central Command ab. Während dieser Zeit kommandierte Hoar verschiedene Operationen in der Region von CENTCOM, u. a. die Durchsetzung der Flugverbotszone über dem Südirak (Operation Southern Watch), die Schlacht von Mogadischu (Operation Restore Hope) und die Evakuierung von US-Truppen aus dem Jemen, wegen des dortigen Bürgerkrieges 1994. Hoar diente in dieser Verwendung bis zum 5. August 1994, als er das Kommando an General J.H. Binford Peay III. abgab und in den Ruhestand trat.
Hoar hat einen Master der George Washington University und ist Absolvent des US Marine Corps Command and General Staff College sowie des National War College.
Seine Auszeichnungen umfassen u. a.: die Defense Distinguished Service Medal mit Eichenlaub, die Distinguished Service Medal, den Bronze Star mit Tapferkeitsauszeichnung und Goldstern, die Meritorious Service Medal mit Goldstern, sowie zehn ausländische Auszeichnungen.

## Zivile Beschäftigungen
Nach seiner Pensionierung gründete Hoar eine Beraterfirma, die verschiedentlich im Nahen Osten und Afrika agiert. Er arbeitete als Direktor der Hawaiian Airlines, Mitglied des Weltwirtschaftsforums und in den Kuratorien der Suffolk University und des Center for Naval Analyses.
Seit dem Beginn des Irak-Krieges 2003 vertrat Hoar öffentlich die Meinung, dass zu wenig Truppen eingesetzt würden und die Soldaten so ihren Aufgaben nicht gerecht werden könnten. Im Dezember 2003 stellte Hoar in der Washington Post fest, dass der stellvertretende US-Verteidigungsminister Paul Wolfowitz „nicht viel über sein Geschäft wüsste“ und zudem „sehr wenig vom Kriegführen“ oder „dem Nahen Osten versteht“. In einer Anhörung vor dem US-Senatsausschuss für Auswärtige Beziehungen sagte Hoar am 19. Mai 2004 aus, dass er glaube, die Situation im Irak betrachtend, dass man „absolut am Rande zum Scheitern steht“. Hoar: „Wir schauen bereits in den Abgrund“.
Am 7. September 2004 schrieben Hoar und sieben weitere ehemalige Offiziere der US-Streitkräfte einen offenen Brief an US-Präsident George W. Bush, in dem sie ihre Bedenken über eine Anzahl von Vorwürfen bezüglich der Folter von Häftlingen in US-Gewahrsam ausdrückten.
In diesem Brief schrieben sie:
„Wir halten sie dazu an - sofort und öffentlich - die Einrichtung einer umfassenden und unabhängigen Kommission zu unterstützen, die Ermittlungen bezüglich der Wahrheit all dieser Vorwürfe anstellt und diese in Berichten veröffentlicht und zudem eine Strategie erarbeitet, wie solche rechtsverletzenden Praktiken behandelt werden sollen.“
(We urge you to commit – immediately and publicly – to support the creation of a comprehensive, independent commission to investigate and report on the truth about all of these allegations, and to chart a course for how practices that violate the law should be addressed.)